# Бела (Айдовщина)
Бела (словен. Bela) — мале поселення біля джерела Білий Струмок (словен. Bela), притоки річки Віпава в общині Айдовщина. Висота над рівнем моря: 541,8 м.